# Одностатеві шлюби в Угорщині
Закон, що дозволяє в Угорщині одностатеві цивільні шлюби (угор. bejegyzett élettársi kapcsolat) набув чинності 1 липня 2009 року. Одностатеві пари отримали практично ті ж права, включаючи права успадкування та оподаткування, як і гетеросексуальні пари, які живуть у цивільному партнерстві[уточнити], окрім можливості усиновлення, доступу до процедур штучного запліднення і права брати прізвище партнера.
За перших 4 місяці дії закону було укладено всього 44 одностатевих шлюби у країні (31 чоловіча пара і 13 жіночих). Така мала кількість укладених шлюбів пов'язана, перш за все, з тим, що в колишній соціалістичній країні досі сильні гомофобні настрої.

## Історія легалізації
Уряд у складі Альянсу вільних демократів і Соціалістичної партії Угорщини направив у парламент країни законопроєкт про громадянські шлюби з метою зафіксувати в тексті закону формулювання «двоє, що досягли повноліття» замість «чоловік і жінка, що досягли повноліття», так, щоб поширити цей закон на одностатеві пари. 17 грудня 2007 року парламент Угорщини прийняв законопроєкт 185 голосами за і 159 проти.
Очікувалося, що законопроєкт набуде чинності 1 січня 2009 року, проте 15 грудня 2008 року Конституційний суд оголосив цей законопроєкт неконституційним, мотивуючи свою постанову тим, що новий закон, який створює шлюби також для різностатевих пар, дублює закон про шлюб і «знижує його цінність», а тому суперечить конституції, яка шлюб захищає. При цьому було підкреслено, що парламент може прийняти новий закон про цивільне партнерство, адресований виключно одностатевим парам.
23 грудня 2008 року уряд країни оголосив про те, що створить новий законопроєкт відповідно до рішення Конституційного суду, який спрямований лише на одностатеві пари і який надає всі права шлюбу, крім права усиновлення та права на спільне прізвище, що і було зроблено 12 лютого 2009 року.
20 квітня 2009 року законопроєкт був прийнятий парламентом 199 голосами «за» (Соціалістична партія Угорщини і Альянс вільних демократів) і 159 голосами «проти» (Фідес — Угорський громадянський союз і Християнсько-демократична народна партія), у травні 2009 року президент країни Ласло Шойом підписав закон про одностатеві шлюби 1 липня 2009 року він набрав чинності.

## Одностатевий шлюб
У грудні 2010 року інформаційна служба угорського уряду повідомила, що в новій Конституції Угорщини шлюб буде визначено як виключно гетеросексуальний зв'язок. Таким чином, заборона легалізації одностатевих шлюбів в цій країні тепер закріплена конституційно .